# For Action Volume 1
A For Action Volume 1 című stúdióalbum a török származású Burak Yeter debütáló albuma, mely 2005. november 30-án jelent meg a DSM kiadónál.  Az albumon török és angol nyelvű dalok egyaránt szerepelnek.

## Megjelenések
CD  Törökország Dokuz Sekiz Müzik Yapım – none
1. Ses İntro	          2:05
2. Dön Bana	          3:57
3. Anatolia	          8:56
4. Bir Şarkı Söyle         7:21
5. De Ja Vu	          9:00
6. İstanbul	          3:16
7. For Action	          8:23
8. Like This & I Like That 4:52
9. Rollex	          8:23
10. İlham Gelmiyo'	  8:14
11. Disco	                  6:58
12. Rose	                  3:21